# Amants de Ain Sakhri
Les Amants de Ain Sakhri est le nom donné à une sculpture provenant de l'une des grottes de Ain Sakhri, près de Bethléem, en Israël. L'âge de cette sculpture est estimé à environ 12 000 ans avant le présent, par son rattachement à la culture natoufienne. Il s'agirait de la plus ancienne sculpture connue de rapport sexuel humain.

## Découverte
La sculpture fut identifiée en 1933 par René Neuville, diplomate, et préhistorien français connu pour son travail sur les sites de Skhul et Qafzeh, en Israël. Il découvrit la sculpture en visitant un petit musée avec Henri Breuil, et en examinant des découvertes recueillies par les religieux français à Bethléem. René Neuville comprit immédiatement son importance et put rencontrer le bédouin qui avait fait la découverte à Wadi Khareitoun. Il fut conduit au lieu présumé de la découverte initiale, la grotte de Ain Sakhri, qui donna son nom à la statuette. Les fouilles réalisées dans la grotte révélèrent des occupations domestiques natoufiennes. La figurine semble donc avoir eu une fonction domestique plutôt que funéraire.

## Description
La sculpture fut réalisée en taillant un simple bloc de calcite avec une pointe de pierre pour figurer la position du couple. 
Malgré l'absence de détails tels que les visages, la sculpture est considérée comme ingénieuse. L'artiste Marc Quinn a noté que l'apparence de la figurine changeait selon l'angle de vue de l'observateur. Elle peut évoquer un couple mais aussi un pénis, un sein, un vagin ou deux testicules. Il la compare à un film pornographique moderne où l'action peut comprendre des gros plans ou des vues à distance. Il est clair que cette figurine représente deux personnages se faisant face, mais les genres de l'un et l'autre personnages ne peuvent qu'être présumés. La forme générale de la sculpture peut également être considérée comme phallique.

## Natoufien
L'artiste ayant réalisé cette sculpture est présumé appartenir à la culture natoufienne, une culture épipaléolithique dont les membres seraient les premiers au Moyen-Orient à s'être établis dans des villages permanents, grâce à la ressource des céréales sauvages collectées alentour. Il s'agissait d'un pas important sur la voie menant à l'agriculture. Les populations natoufiennes chassaient la gazelle et avaient des chiens domestiques. La stabilité des ressources alimentaires aurait permis aux Natoufiens de former les premiers villages du Moyen-Orient, rassemblant de 200 à 300 personnes.

## Conservation
La statuette a été acquise par le British Museum en 1958, lors de la vente aux enchères des biens de René Neuville.

## Documentaire radiophonique
La figurine est le point de départ de la série radiophonique consacrée par la BBC à la naissance de l'agriculture et intitulée A History of the World in 100 Objects, présentée en janvier 2010.